# Бумбурова къща
Къщата на Бумбурас (на гръцки: Αρχοντικό Μπούμπουρα) е жилищна сграда в македонския град Драма, Гърция.
Къщата е разположена на улица „Агия София“ до едноименната средновековна църква „Света София“. Построена е в 1926 – 1927 година. Къщата се отличава с изящно декорираната си фасада – капаци и рамки на прозорците, рамки и врати на балконите, стрехи, декоративни колонади и ар нуво главен вход. Сградата има главен вход, разположен в подножието на отличителната ѝ кула.